# 理查德·加特林
理查德·乔丹·加特林（Richard Jordan Gatling，1818年9月12日—1903年2月26日），美国发明家。
加特林生于北卡罗来纳州梅内斯奈克的一个农场主家庭，从小爱好发明一些小机械。成年后，他染上天花险些丧命，这使他转向研究医学，并于1850年毕业于俄亥俄医学院（Ohio Medical College）。
南北战争爆发后，双方军队十分重视对轻武器的改进，加特林也于此时开始研究连发枪械的制造。1862年，他研制出了一款加特林排枪，并取得了专利，虽然直到南北战争结束，他的发明成果也没有获得实际应用，但是在多次改进之后，于1862年发明加特林机枪。时至今日，美国人有时还把枪俗称为。